# Campeonato Europeo de Baloncesto Masculino de 1979
La edición XXI del Campeonato Europeo de Baloncesto se celebró en Italia del 9 al 19 de junio de 1979. El torneo se disputó en 4 sedes: Mestre, Gorizia, Siena y Turín y contó con la participación de 12 selecciones nacionales.
La medalla de oro fue para la selección de la Unión Soviética, que se impuso en la final disputada en Turín a Israel por 98 a 76. La medalla de bronce fue para la selección de la Yugoslavia.

## Grupos
Los doce equipos participantes fueron divididos en tres grupos de la forma siguiente:
| Grupo A        | Grupo B         | Grupo C    |
| -------------- | --------------- | ---------- |
| Bélgica        | Bulgaria        | Francia    |
| Grecia         | Países Bajos    | Israel     |
| Italia         | Unión Soviética | Yugoslavia |
| Checoslovaquia | España          | Polonia    |

## Primera fase

### Grupo A
| Equipo         | J | G | P | T+  | T-  | DT  | PTS |
| -------------- | - | - | - | --- | --- | --- | --- |
| Checoslovaquia | 3 | 3 | 0 | 238 | 204 | +34 | 6   |
| Italia         | 3 | 2 | 1 | 235 | 202 | +33 | 5   |
| Grecia         | 3 | 1 | 2 | 211 | 223 | -12 | 4   |
| Bélgica        | 3 | 0 | 3 | 213 | 268 | -55 | 3   |

| Fecha    | Partido        | Partido | Partido        | Resultado |
| -------- | -------------- | ------- | -------------- | --------- |
| 09.06.79 | Checoslovaquia | -       | Bélgica        | 90-69     |
| 09.06.79 | Italia         | -       | Grecia         | 81-52     |
| 10.06.79 | Italia         | -       | Bélgica        | 86-76     |
| 10.06.79 | Checoslovaquia | -       | Grecia         | 74-67     |
| 11.06.79 | Grecia         | -       | Bélgica        | 92-68     |
| 11.06.79 | Italia         | -       | Checoslovaquia | 68-74     |

Todos los encuentros se disputaron en Mestre.

### Grupo B
| Equipo          | J | G | P | T+  | T-  | DT  | PTS |
| --------------- | - | - | - | --- | --- | --- | --- |
| España          | 3 | 3 | 0 | 291 | 254 | +37 | 6   |
| Unión Soviética | 3 | 2 | 1 | 286 | 256 | +30 | 5   |
| Países Bajos    | 3 | 1 | 2 | 254 | 279 | -25 | 4   |
| Bulgaria        | 3 | 0 | 3 | 234 | 276 | -42 | 3   |

| Fecha    | Partido         | Partido | Partido         | Resultado |
| -------- | --------------- | ------- | --------------- | --------- |
| 09.06.79 | España          | -       | Bulgaria        | 85-81     |
| 09.06.79 | Unión Soviética | -       | Países Bajos    | 92-84     |
| 10.06.79 | Bulgaria        | -       | Unión Soviética | 71-104    |
| 10.06.79 | Países Bajos    | -       | España          | 83-105    |
| 11.06.79 | Bulgaria        | -       | Países Bajos    | 82-87     |
| 11.06.79 | Unión Soviética | -       | España          | 90-101    |

Todos los encuentros se disputaron en Siena.

### Grupo C
| Equipo     | J | G | P | T+  | T-  | DT  | PTS |
| ---------- | - | - | - | --- | --- | --- | --- |
| Israel     | 3 | 2 | 1 | 246 | 246 | 0   | 5   |
| Yugoslavia | 3 | 2 | 1 | 258 | 237 | +21 | 5   |
| Polonia    | 3 | 1 | 2 | 258 | 264 | -6  | 4   |
| Francia    | 3 | 1 | 2 | 233 | 248 | -15 | 4   |

| Fecha    | Partido    | Partido | Partido    | Resultado |
| -------- | ---------- | ------- | ---------- | --------- |
| 09.06.79 | Israel     | -       | Polonia    | 86-78     |
| 09.06.79 | Yugoslavia | -       | Francia    | 80-65     |
| 10.06.79 | Francia    | -       | Israel     | 92-83     |
| 10.06.79 | Yugoslavia | -       | Polonia    | 102-95    |
| 11.06.79 | Francia    | -       | Polonia    | 76-85     |
| 11.06.79 | Israel     | -       | Yugoslavia | 77-76     |

Todos los encuentros se disputaron en Gorizia.

## Fase final

### Grupo de consolación
| Equipo       | J | G | P | T+  | T-  | DT   | PTS |
| ------------ | - | - | - | --- | --- | ---- | --- |
| Polonia      | 5 | 4 | 1 | 435 | 405 | +30  | 9   |
| Francia      | 5 | 4 | 1 | 423 | 401 | +22  | 9   |
| Grecia       | 5 | 3 | 2 | 418 | 381 | +37  | 8   |
| Países Bajos | 5 | 3 | 2 | 438 | 404 | +34  | 8   |
| Bulgaria     | 5 | 1 | 5 | 436 | 450 | -14  | 6   |
| Bélgica      | 5 | 0 | 5 | 433 | 542 | -109 | 5   |

| Fecha    | Partido      | Partido | Partido      | Resultado |
| -------- | ------------ | ------- | ------------ | --------- |
| 13.06.79 | Grecia       | -       | Francia      | 74-76     |
| 13.06.79 | Bélgica      | -       | Polonia      | 84-110    |
| 14.06.79 | Bulgaria     | -       | Polonia      | 78-85     |
| 14.06.79 | Países Bajos | -       | Francia      | 67-80     |
| 15.06.79 | Bélgica      | -       | Bulgaria     | 98-114    |
| 15.06.79 | Grecia       | -       | Países Bajos | 79-75     |
| 16.06.79 | Bélgica      | -       | Francia      | 98-111    |
| 16.06.79 | Grecia       | -       | Polonia      | 73-77     |
| 17.06.79 | Bulgaria     | -       | Francia      | 77-80     |
| 17.06.79 | Países Bajos | -       | Polonia      | 94-76     |
| 18.06.79 | Grecia       | -       | Bulgaria     | 100-85    |
| 18.06.79 | Bélgica      | -       | Países Bajos | 85-115    |

### Grupo final
| Equipo          | J | G | P | T+  | T-  | DT  | PTS |
| --------------- | - | - | - | --- | --- | --- | --- |
| Unión Soviética | 5 | 4 | 1 | 439 | 399 | +40 | 9   |
| Israel          | 5 | 3 | 2 | 408 | 435 | -27 | 9   |
| Yugoslavia      | 5 | 3 | 2 | 453 | 432 | +21 | 8   |
| Checoslovaquia  | 5 | 2 | 3 | 419 | 430 | -11 | 7   |
| Italia          | 5 | 2 | 3 | 403 | 417 | -14 | 7   |
| España          | 5 | 1 | 4 | 465 | 474 | -9  | 6   |

| Fecha    | Partido         | Partido | Partido         | Resultado |
| -------- | --------------- | ------- | --------------- | --------- |
| 13.06.79 | Italia          | -       | Israel          | 90-78     |
| 13.06.79 | Checoslovaquia  | -       | Yugoslavia      | 79-97     |
| 14.06.79 | Unión Soviética | -       | Yugoslavia      | 96-77     |
| 14.06.79 | España          | -       | Israel          | 84-88     |
| 15.06.79 | Italia          | -       | España          | 81-80     |
| 15.06.79 | Checoslovaquia  | -       | Unión Soviética | 66-71     |
| 16.06.79 | Italia          | -       | Yugoslavia      | 80-95     |
| 16.06.79 | Checoslovaquia  | -       | Israel          | 93-94     |
| 17.06.79 | España          | -       | Yugoslavia      | 100-108   |
| 17.06.79 | Unión Soviética | -       | Israel          | 92-71     |
| 18.06.79 | Italia          | -       | Unión Soviética | 84-90     |
| 18.06.79 | Checoslovaquia  | -       | España          | 107-100   |

Todos los partidos tuvieron lugar en Turín

### Tercer puesto
| Fecha    | Partido    | Partido | Partido        | Resultado |
| -------- | ---------- | ------- | -------------- | --------- |
| 19.06.79 | Yugoslavia | -       | Checoslovaquia | 99-92     |

### Final
| Fecha    | Partido         | Partido | Partido | Resultado |
| -------- | --------------- | ------- | ------- | --------- |
| 20.06.79 | Unión Soviética | -       | Israel  | 98-76     |

## Medallero
|                 |        |            |
| Unión Soviética | Israel | Yugoslavia |

## Clasificación final
| 1. - Unión Soviética |
| 2. - Israel          |
| 3. - Yugoslavia      |
| 4. - Checoslovaquia  |
| 5. - Italia          |
| 6. - España          |
| 7. - Polonia         |
| 8. - Francia         |
| 9. - Grecia          |
| 10. - Países Bajos   |
| 11. - Bulgaria       |
| 12. - Bélgica        |

## Trofeos individuales

### Mejor jugadorMVP
- Miki Berkovich

## Plantilla de los 4 primeros clasificados
1.Unión Soviética: Serguéi Belov (c), Anatoly Myshkin, Vladimir Tkachenko, Ivan Edeshko, Aleksander Belostenny, Stanislav Eremin, Valdemaras Chomicius, Alzhan Zharmukhamedov, Sergei Tarakanov, Vladimir Zhigili, Aleksander Salnikov, Andrei Lopatov (Entrenador: Alexander Gomelsky)
2.Israel: Miki Berkovich, Lou Silver, Moti Aroesti, Yehoshua "Shuki" Schwartz, Eric Menkin, Steve Kaplan, Boaz Yanai, Avigdor Moskowitz, Barry Leibowitz (c), Pinhas Hozez, Uri Ben-Ari, Shai Sharf (Entrenador: Ralph Klein)
3.Yugoslavia: Krešimir Ćosić, Mirza Delibašić, Dražen Dalipagić, Dragan Kićanović, Zoran Slavnić, Žarko Varajić, Željko Jerkov, Rajko Žižić, Peter Vilfan, Mihovil Nakić, Ratko Radovanović, Duje Krstulović (Entrenador: Petar Skansi)
4.Checoslovaquia: Kamil Brabenec, Zdenek Kos, Stanislav Kropilak, Jiri Pospisil, Vojtech Petr, Vlastimil Klimes, Vlastimil Havlik, Jaroslav Skala, Zdenek Dousa, Peter Rajniak, Gustav Hraska, Zdenek Bohm (Entrenador: Pavel Petera)